# مووشووا
مووشووا (به لاتین: Młoszowa) یک روستا در لهستان است که در گمینا تژبینگا واقع شده‌است. مووشووا ۲٬۶۱۰ نفر جمعیت دارد.